# Foundland
Foundland är ett berg i Dominica.   Det ligger i parishen Saint Patrick, i den södra delen av landet, 12 km öster om huvudstaden Roseau. Toppen på Foundland är 760 meter över havet. Foundland ligger på ön Dominica. Det ingår i Grande Soufrière Hills.
Terrängen runt Foundland är varierad. Havet är nära Foundland åt sydost.  Närmaste större samhälle är Roseau, 12,1 km väster om Foundland. I omgivningarna runt Foundland växer i huvudsak städsegrön lövskog.